# Blue Max (Computerspiel)
Blue Max ist ein Shoot-’em-up-Computerspiel des Unternehmens Synapse Software, das von Bob Polin entwickelt und 1983 für den Homecomputer Atari XL veröffentlicht wurde. Portierungen wurden für Commodore 64 und ZX Spectrum veröffentlicht. Blue Max überträgt das Grundprinzip des Arcadespiels Zaxxon (1982), das in einem Science-Fiction-Szenario angesiedelt ist, auf einen historischen Hintergrund.
Für die C64-Version war Peter Adam verantwortlich, der für Synapse auch die C64-Umsetzung von Zaxxon erstellte.
Die SID-Musik komponierte Stephen C. Biggs.

## Hintergrund
Der Titel des Spiels greift eine scherzhafte Bezeichnung für den deutschen Orden Pour le Mérite auf, der im Ersten Weltkrieg als „Blauer Max“ bezeichnet wurde, oder bezieht sich auf den Film Der Blaue Max von 1966, der unter der Regie von John Guillermin entstand. Die Hintergrundgeschichte des Spiels ironisiert auf jeden Fall diese Bezeichnung durch die Behauptung, diese hohe Auszeichnung sei dem deutschen Piloten versprochen worden, der den vom Spieler dargestellten, fiktiven Piloten Max Chatsworth abschießen würde. Diese Darstellung greift zugleich eine bekannte Legende aus dem Ersten Weltkrieg auf, nach dem ähnliche Ehrungen dem britischen Piloten zukommen sollten, der den Roten Baron besiegen könne.
Der Soundtrack des Spiels ist eine Umsetzung des patriotischen Lieds Rule, Britannia!.

## Spiel
Als Max Chatsworth hat der Spieler die Aufgabe, am Gegner mit der Bordkanone und durch Bombenabwurf so viel Schaden wie möglich anzurichten. Zerstört werden Brücken, Gebäude, feindliche Flugzeuge, Flak-Geschütze, Autos und Schiffe. Innerhalb eines engen Korridors fliegt Blue Max über die Diagonale des Bildschirms, wobei Kontrolle über Quer- und Höhenruder besteht. Während die Bordkanone über beliebig viel Munition verfügt, ist die Anzahl der Bomben begrenzt. Letztere können ebenso wie der Treibstoff auf eigenen Landeplätzen ergänzt werden.

## Nachfolger
1984 gab es mit Blue Max 2001 eine Fortsetzung des Spiels für den Commodore 64. Das 1991 für Amiga, C64 und PC (MS-DOS) erschienene Blue Max: Aces of the Great War des Unternehmens Three-Sixty Pacific stellt dagegen eine eher simple Flugsimulation ähnlich dem bekannteren Red Baron dar.

## Indizierung
In Deutschland stand Blue Max als kriegsverherrlichend von August 1985 bis Juli 2010 auf der Liste der jugendgefährdenden Medien. Die Streichung von der Liste erfolgte, da seit Aufnahme 25 Jahre vergangen waren.
Die mehrseitige Begründung der Indizierungsentscheidung gehört zur Sammlung des Computerspiele-Museums Berlin.

## Bugs
In der Ursprungsversion des Spiels befindet sich ein Programmierfehler, der auftritt, wenn der Spieler am Ende des Levels nicht auf der Landebahn landet, sondern seinen Hangar bombardiert. In der Version für den Atari bricht daraufhin der Grafikbildschirm zusammen. Der Fehler ist ebenso in der Portierung für den C64 enthalten, nicht jedoch beim ZX Spectrum.

### Besprechungen
- Franz Mathy: Blue Max. In: Happy Computer Ausgabe 3, März 1984, Seite 37. – Test der Atari-Version
- Roy D. Wolford: Blue Max. In: Antic VOL. 2, NO. 7 / OCTOBER 1983 / PAGE 90. – Test der Atari-Version (englisch)